# Bananas (périodique)
Pour les articles homonymes, voir Bananas (homonymie).
Bananas est une revue française d'étude de la bande dessinée et de publication de bande dessinée fondée en 2006 par Évariste Blanchet.

## Historique
Deux titres consacrés à la bande dessinée paraissent sous le titre Bananas en 1981 (trois numéros) et 1995 (quatre), à chaque fois sous l'impulsion de Luc Thébaut. La revue renaît en 2006, avec une périodicité semestrielle et une pagination d'une centaine de pages.
Bananas a publié de longs entretiens avec des auteurs ainsi que des critiques de livres de et sur la bande dessinée. Le choix des personnes interviewées, opéré en fonction de la qualité de leur travail ou de leur importance historique, s'est porté sur des auteurs qui s'étaient peu exprimés comme Xavier Mussat, Frédéric Poincelet, José-Louis Bocquet, auquel s'ajoute Jean-Claude Forest, le créateur de Barbarella.[réf. souhaitée]
Après deux numéros en 2006, le site de la revue a annoncé sa suspension en mai 2007, imputant cette cessation provisoire au manque d'intérêt des libraires et à la surproduction de bandes dessinée. Sur Actua BD, Didier Pasamonik estime quant à lui que cet échec est notamment imputable à la volonté de l'équipe de Bananas de « dénigrer ses petits camarades pour mieux défendre sa propre boutique, tout en se drapant dans la tunique de la critique vertueuse ».
Bananas reparaît en 2011 avec une périodicité annuelle.

## Diffusion
En 2016, Bananas est diffusée à 300 exemplaires.

### Documentation
- Henri Filippini, « Bananas : rare et passionnant ! », sur BDZoom, 7 février 2016.
- Frédéric Hojlo, « Bananas n° 11 - Revue critique de bande dessinée », sur Actua BD, 15 avril 2019.